# 普瓦伊莱日安
普瓦伊莱日安（法語：Poilly-lez-Gien，法語發音：[pwaji lɛ ʒjɛ̃]，意为“日安附近的普瓦伊”）是法国卢瓦雷省的一个市镇，位于该省东南部，卢瓦尔河左岸，和日安隔河相望，属于蒙塔日区。

## 地理
普瓦伊莱日安（47°40'40"N, 2°35'56"E）面积33.29 平方千米，位于法国中央-卢瓦尔河谷大区卢瓦雷省，该省份为法国中北部省份，北起埃松省，西北接厄尔-卢瓦省，西南接卢瓦-谢尔省，南至涅夫勒省和谢尔省，东临约讷省，东北接塞纳-马恩省。
与普瓦伊莱日安接壤的市镇（或旧市镇、城区）包括：日安、欧特里勒沙泰勒、库隆、讷瓦、圣贡东、奥克尔河畔圣马丹。

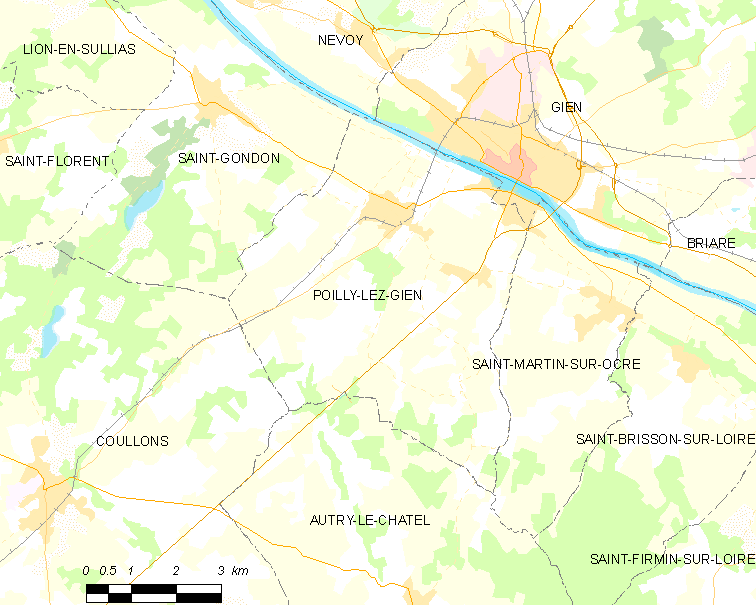
普瓦伊莱日安的OSM定位图

普瓦伊莱日安的时区为UTC+01:00、UTC+02:00（夏令时）。

## 行政
普瓦伊莱日安的邮政编码为45500，INSEE市镇编码为45254。

## 政治
普瓦伊莱日安所属的省级选区为卢瓦尔河畔叙利县。

## 人口

1962-2008年间普瓦伊莱日安人口变化图示

普瓦伊莱日安于2022年1月1日时的人口数量为2464人。